# Lastaurus fenestratus
Lastaurus fenestratus là một loài ruồi trong họ Asilidae. Lastaurus fenestratus được Bigot miêu tả năm 1878. Loài này phân bố ở vùng Tân nhiệt đới.